# Клеофрад (вазописець)

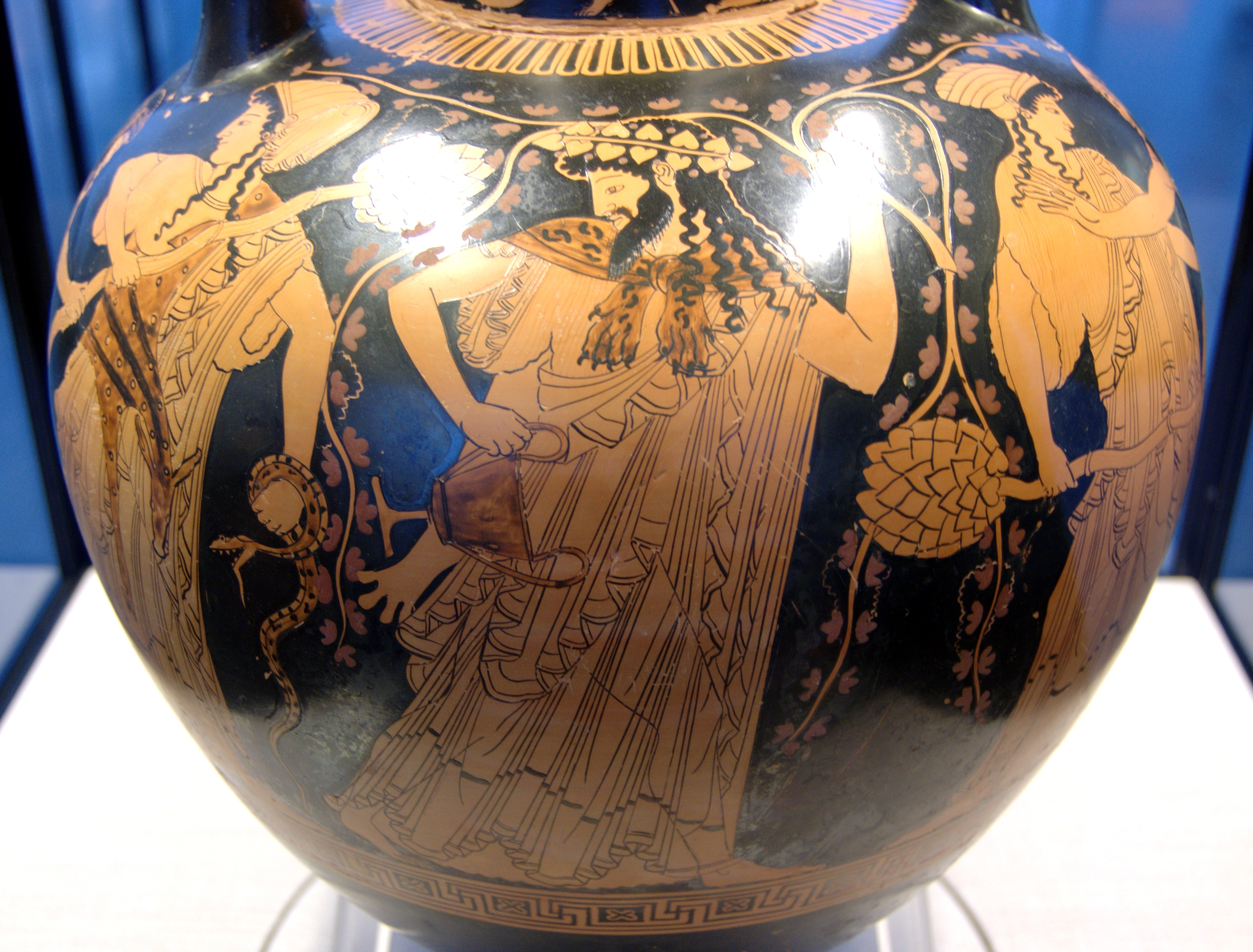
Амфора: Діонісій та менади, Державне античне зібрання, Мюнхен

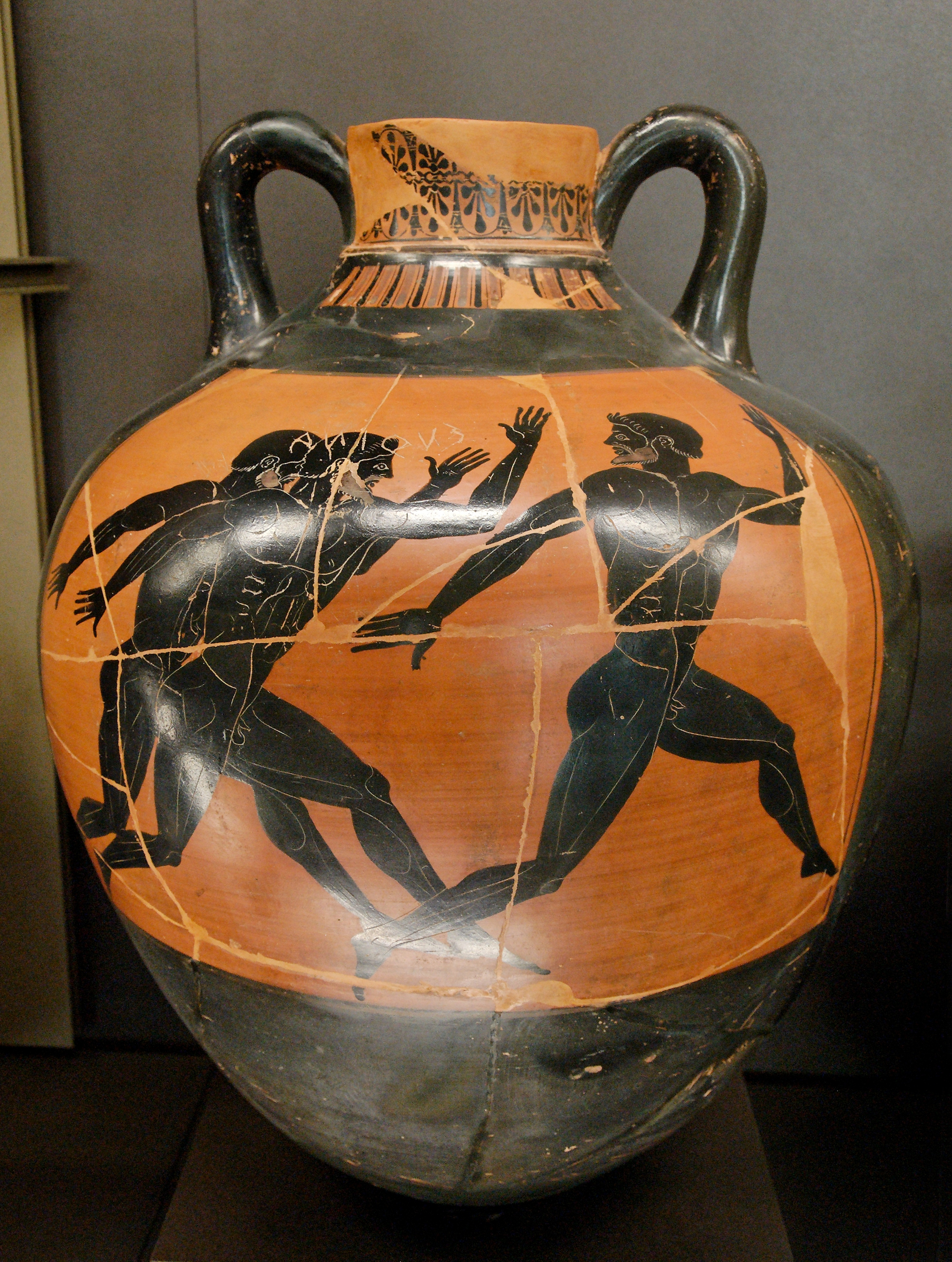
Панафінейська амфора Клеофрада

Клеофрад — давньогрецький вазописець червонофігурного стилю, який працював у період з 505 по 475 до н. е. в Афінах.
Оскільки справжнє ім'я вазописця не збереглося, то своє ім'я він отримав завдяки гончарю Клеофраду, кераміку якого він розписував. Мистецтвознавці ставлять творчість Клеофрада врівень з таким відомим художником, як Берлінський вазописець. Клеофрад також відомий як автор кількох Панафінейських амфор, що створювалися в чорнофігурному стилі.
Вазописцю Клеофраду приписується авторство більше 100 ваз і фрагментів ваз, найчастіше пелік, стамносів, кальпід і чаш. Унікальними є два прикрашених волютами кратери, оскільки їх шийки прикрашають подвійні фризи.